# Ardencroft
Ardencroft es una villa ubicada en el condado de New Castle en el estado estadounidense de Delaware. En el año 2000 tenía una población de 267 habitantes y una densidad poblacional de 931 personas por km².

## Geografía
Ardencroft se encuentra ubicado en las coordenadas 39°48′21″N 75°29′15″O / 39.80583, -75.48750.

## Demografía
Según la Oficina del Censo en 2000 los ingresos medios por hogar en la localidad eran de $56,875, y los ingresos medios por familia eran $73,125. Los hombres tenían unos ingresos medios de $47,708 frente a los $29,688 para las mujeres. La renta per cápita para la localidad era de $30,480. Alrededor del 4.3% de la población estaban por debajo del umbral de pobreza.